# Microneta watona
Microneta watona är en spindelart som beskrevs av Chamberlin och Ivie 1936. Microneta watona ingår i släktet Microneta och familjen täckvävarspindlar. Inga underarter finns listade i Catalogue of Life.